# Battesimo dei seleniti
Il Battesimo dei seleniti è un dipinto a tempera su tavola (141x285 cm) di Vittore Carpaccio, datato 1507 e conservato nella Scuola di San Giorgio degli Schiavoni a Venezia.

## Storia
Carpaccio, al culmine della propria carriera, venne chiamato dalla Scuola "minore" degli Schiavoni, cioè dei Dàlmati residenti o di passaggio a Venezia, per dipingere un ciclo di sette teleri sulle storie dei santi protettori della confraternita (Giorgio, Girolamo e Trifone) a cui si aggiunsero altre due tele fuori della serie con Storie evangeliche. Il lavoro per gli Schiavoni iniziò nel 1502 e terminò nel 1507. 
Questo telero e quello di San Trifone che ammansisce il basilisco, a giudicare da quanto resta leggibile dei cartellini con le firme dell'artista, furono gli ultimi due ad essere dipinti nel 1507, mentre tutti gli altri sono datati 1502.

## Descrizione e stile

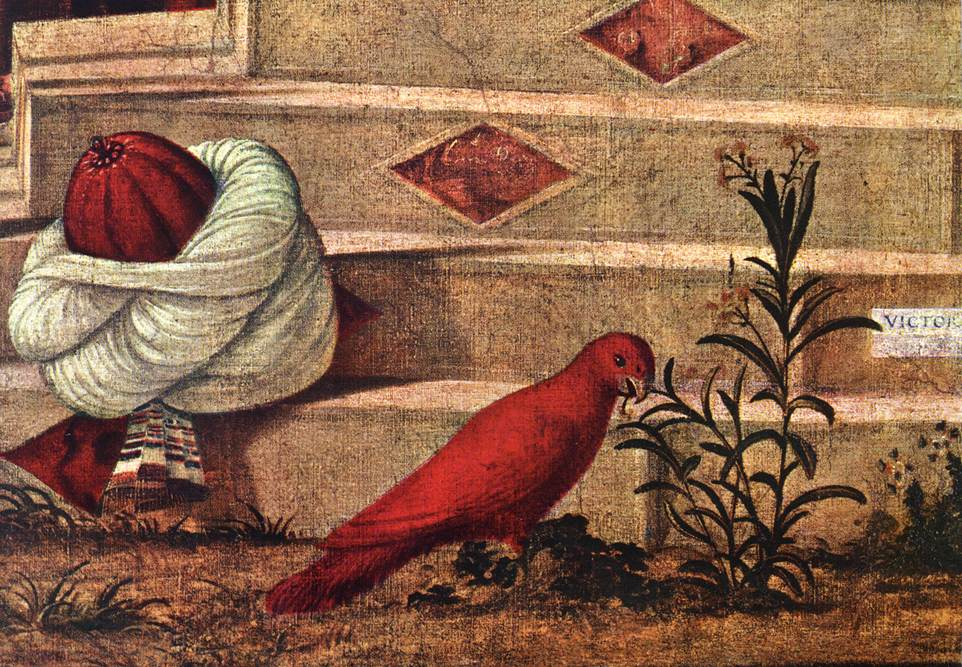
Dettaglio

La tela mostra il terzo di tre episodi legati alle storie di San Giorgio: gli altri due sono San Giorgio e il drago e il Trionfo di san Giorgio. 
Dopo aver ucciso il drago e liberato la principessa, il cavaliere cristiano viene accolto nella città di Selene di Libia, dove i regnanti gli tributano grandi onori. La scena mostra il re e la regina della città che si convertono facendosi battezzare, seguiti da altri personaggi inginocchiati. 
Questa scena e quella successiva su san Trifone mostrano una certa stanchezza compositiva, con una perdita di tensione, legata alla staticità del blocco col tappeto in primo piano a sinistra, che nasconde una parte del corteo e sul quale stanno in piedi tre musici. Ciò viene in parte bilanciato dalla vivacità e ricchezza cromatica di alcuni brani, come proprio quello dei suonatori. La cerimonia si svolge in cima ai gradini di un edificio di cui si intravedono due colonne tòrtili, forse di un portico. In primissimo piano, si trova un servitore moro inginocchiato di spalle che tiene al guinzaglio un levriero, un turbante appoggiato e un grosso pappagallo rosso. 
La scenografia è costituita da una via ricca di edifici monumentali culminante in un significativo tempio a pianta centrale, che ricorda il sogno Urbinate della città ideale del primo umanesimo; oltre le mura si vedono numerose torri e guglie architettoniche, mentre più in lontananza due dolci colline digradano simmetricamente verso il centro della composizione, schiarite dalla foschia. Luce dorata e colore denso garantiscono l'unificazione di tutti gli elementi, creando quella particolare sensazione atmosferica che fa percepire l'"aria" nel dipinto.